# 神威岳自然公園
神威岳自然公園（かもいだけしぜんこうえん）は、北海道歌志内市の神威岳の山頂から麓にかけて広がる自然公園。

## 概要
神威岳山頂から東側の山麓にかけてのエリアで、冬はスキーなどのゲレンデ、夏はパークゴルフのコースとして利用されている。山頂から中空知の田園風景≈や十勝連峰・暑寒制連峰なども展望でき、エリア内にはせんきゅうなど5種類のハーブを使用した薬湯であるかもい岳温泉もある。

## アクセス
- 砂川駅から車で20分

## 周辺
- かもい岳ビレッヂオートキャンプ場